# Trompeter von Säckingen (Schiff)
Das Motorschiff Trompeter von Säckingen ist ein Tagesausflugsschiff der Personenschifffahrt Bad Säckingen. Benannt wurde das Schiff nach der Sagengestalt des Trompeters von Säckingen.

## Geschichte
Der Schiffskasko wurde 1995 in einer polnischen Werft gebaut und nach Fertigstellung in die Niederlande überführt. Dort wurde das Schiff komplettiert, die Maschinenanlage installiert und der Innenausbau vollendet. 
Mit dem Schiff wird die Ferienlandschaft des Hochrheins erschlossen. Ihr Einsatzgebiet liegt auf dem Rhein zwischen dem Wasserkraftwerk und dem Anlegeplatz beim Schlosspark von Bad Säckingen. Von Bad Säckingen aus werden Fahrten rheinabwärts bis Schwörstadt durchgeführt. Neben Fahrten im Linienverkehr werden auch Rundfahrten und Sonderfahrten für Betriebe, Vereine und private Feiern angeboten. 
Der Schiffskasko wurde 1995 in einer polnischen Werft gebaut und nach Fertigstellung in die Niederlande überführt. Dort wurde das Schiff komplettiert, die Maschinenanlage installiert und der Innenausbau vollendet. 